# Antonino Alberti

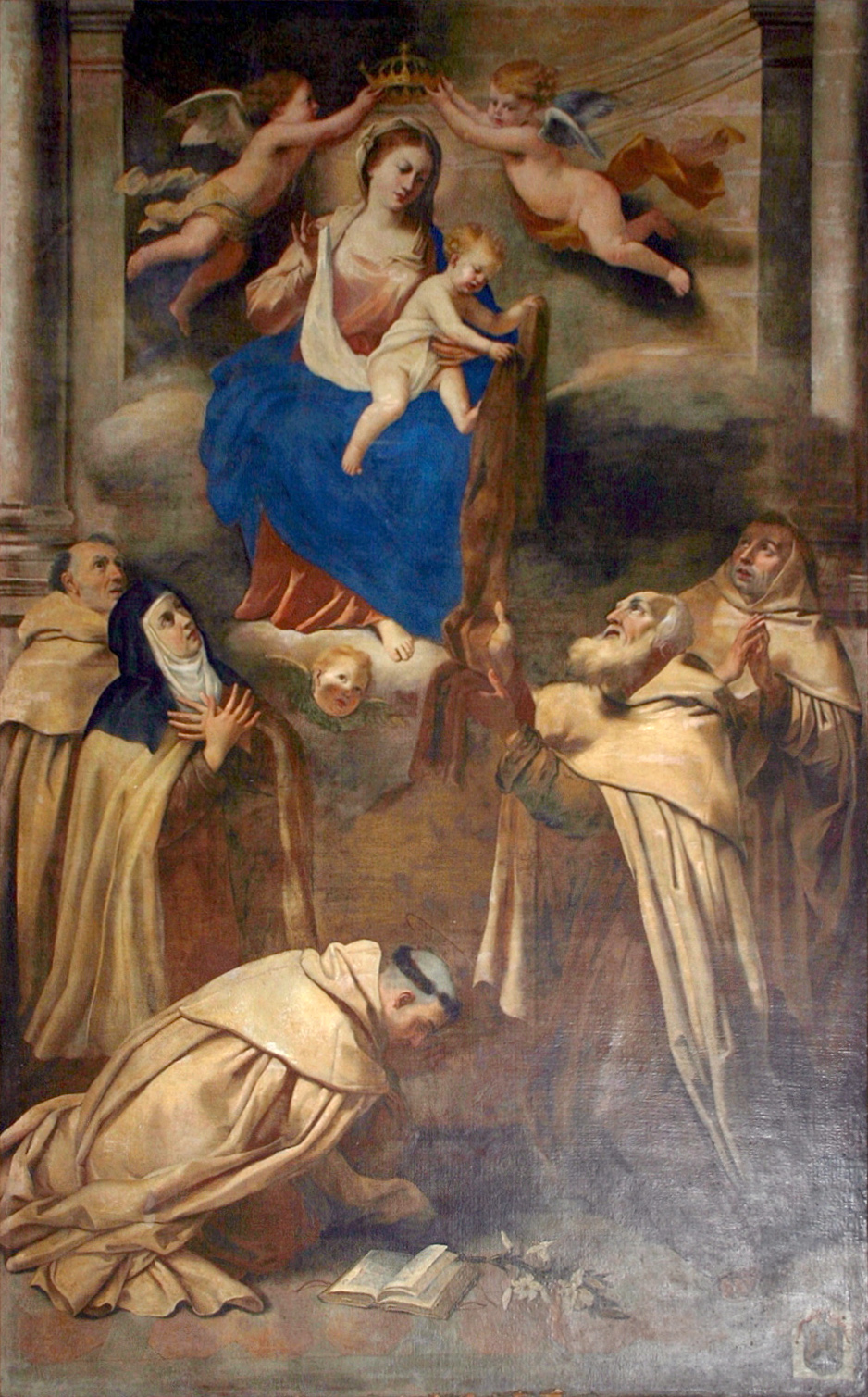
Madonna e santi, Taormina.

Antonino Alberti detto il Barbalonga (Messina, 1600 – 2 novembre 1649) è stato un pittore italiano.

## Biografia

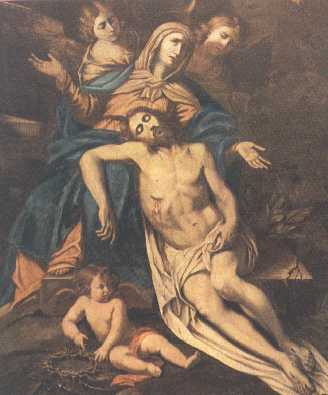
Pietà, Museo regionale di Messina.

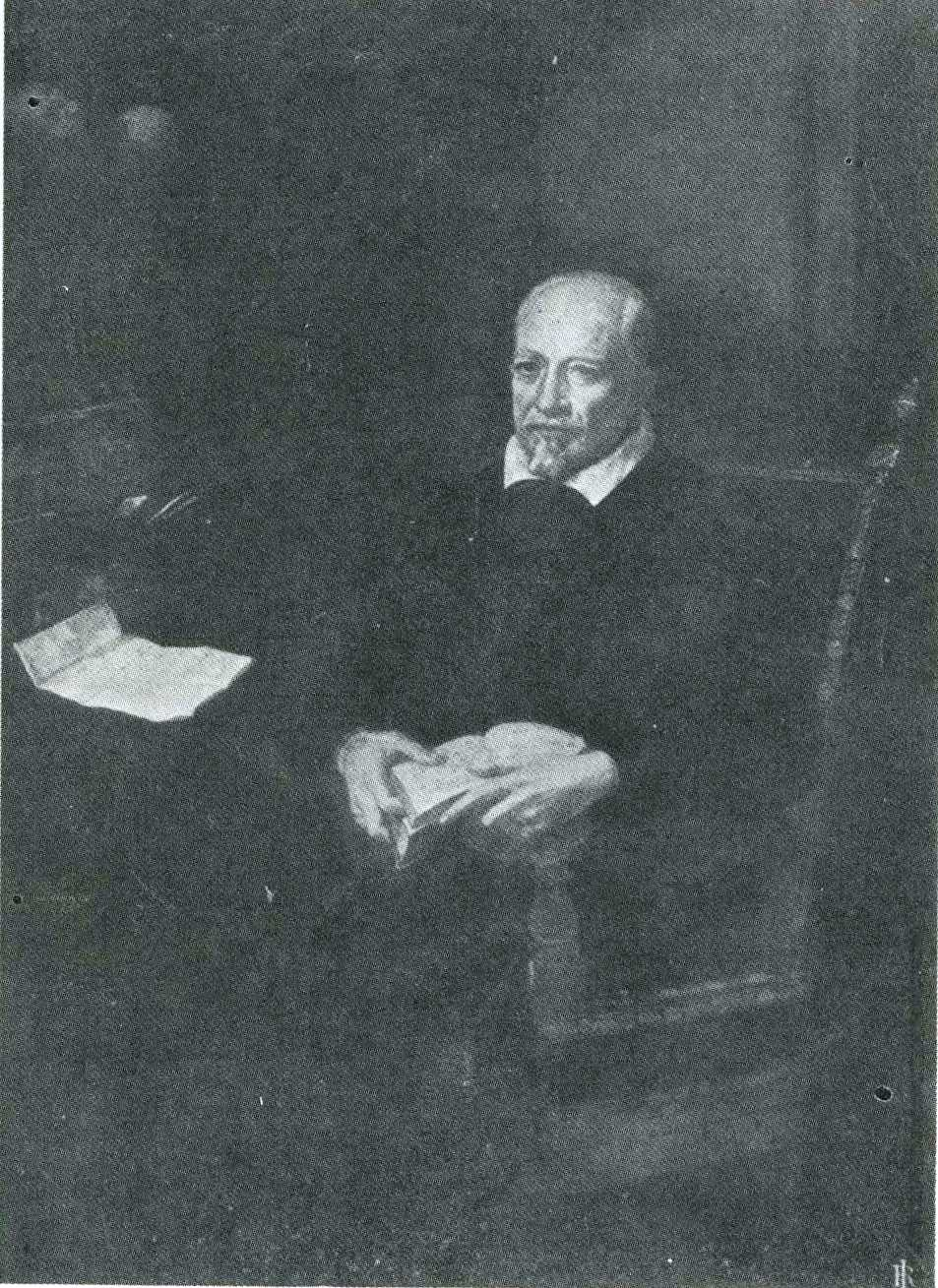
Francesco Maria Alberti, ritratto, Museo regionale di Messina.

Nato nella famiglia dei marchesi di Pentadattilo, sin da giovane dimostrò una spiccata inclinazione al disegno e frequentò la scuola di Giovan Simone Comandè, dove venne introdotto alla pittura.
Trasferitosi a Roma, fu accolto nello studio del Domenichino, divenendo in breve tempo il suo allievo migliore. Collaborò infatti col maestro in molte opere, come negli affreschi nella Cappella Merenda della chiesa di Santa Maria della Vittoria Estasi di san Francesco e Stimmate di san Francesco, nella Madonna col Bambino, san Giovannino, san Petronio e angelo, conservata alla Pinacoteca di Brera e nella Santa Cecilia di palazzo Rospigliosi-Pallavicini.
Nel 1633 il Barbalonga entrò nell'Accademia di San Luca e l'anno seguente tornò a Messina, dove dipinse il San Filippo Neri nell'ex Oratorio dei padri filippini 1634, la Pietà, ora al Museo nazionale, e la Conversione di San Paolo, nella chiesa di San Paolo.
Nel 1634 tornò a Messina, affermandosi nuovamente per le sue doti. Morì il 2 novembre 1649.

## Opere

### Messina e provincia

#### Castroreale
- XVII secolo, Assunzione della Vergine, grandioso dipinto, attribuzione, opera documentata fino al terremoto del 1908 nel duomo di Santa Maria Assunta.[2]

#### Giampilieri
- 1634, Pietà, dipinto, opera custodita nel duomo di San Nicola.

#### Messina
- XVII secolo, Sant'Andrea Avellino, dipinto, opera documentata nella chiesa dei Padri Teatini a Monte Cavallo.[3][4]
- XVII secolo, San Gaetano, dipinto, opera documentata nella chiesa dei Padri Teatini a Monte Cavallo.[3]
- 1634, Vergine e San Filippo Neri, dipinto, opera documentata nella chiesa di San Filippo Neri.[5][6]
- XVII secolo, Francesco Maria Alberti, ritratto, opera documentata nella chiesa di San Filippo Neri[6] e custodita nel Museo regionale.
- 1636, San Gregorio, dipinto, opera documentata nella chiesa di San Gregorio.[6][7][8][9]
- XVII secolo, Nascita della Vergine, dipinto, opera documentata nella chiesa di Sant'Anna delle Monache.[10][11]
- XVII secolo, Conversione di San Paolo, dipinto, opera documentata nella chiesa di Sant'Anna delle Monache.[11]
- XVII secolo, San Gaetano e Sant'Andrea Avellino, dipinto, opera documentata nella chiesa di Sant'Andrea Avellino.[11]
- XVII secolo, San Carlo Borromeo, dipinto, opera documentata nella chiesa di San Gioacchino.[11]
- XVII secolo, Pietà, dipinto, opera documentata nella chiesa di Santa Maria della Pietà dell'Ospedale Civico.[11]
- XVII secolo, Madonna della Lettera, dipinto, opera documentata nella Cappella Senatoria.[11]
- XVII secolo, Ascensione, dipinto, opera documentata nella chiesa di San Michele delle Monache.[11]
- XVII secolo, Nozze di Cana, dipinto, opera documentata nella chiesa di San Michele delle Monache.[11]
- XVII secolo, Santa Cecilia, dipinto, opera documentata nella chiesa di San Michele delle Monache.[11]
- XVII secolo, Madonna della Lettera, dipinto, opera documentata nella cattedrale protometropolitana della Santa Vergine Maria Assunta.[12]

#### Taormina
- XVII secolo, Madonna con Bambino e Santi, dipinto, opera custodita nella chiesa di Santa Caterina d'Alessandria.

### Palermo e provincia
- XVII secolo, Santa Cecilia, dipinto, opera documentata nella Galleria del principe di Belmonte.[11]
- XVII secolo, Santa Cecilia, dipinto, opera commissionata e documentata per la chiesa di Santa Ninfa dei Crociferi, oggi custodita al Museo Diocesano di Palermo.
- XVII secolo, Cristo con la Croce, dipinto, opera completata da Giacomo Lo Verde e documentata nella compagnia del Sangue di Cristo.[12][13][14]
- XVII secolo, Sudario, dipinto, opera documentata nella compagnia del Sangue di Cristo.[12]

### Roma
- XVII secolo, Assunzione, dipinto, opera documentata nella chiesa di Sant'Andrea della Valle.[3]
- XVII secolo, Virtù nella Vittoria, dipinto, opera documentata nella chiesa di San Carlo ai Catinari.[3]
- XVII secolo, San Giovanni e San Petronio, dipinto, opera documentata nella chiesa dei Santi Giovanni Evangelista e Petronio.[3]